# Niuhala folkskola
Niuhala folkskola (finska: Niuhalan kansakoulu) är en före detta folkskola i Vichtis kyrkby i det finländska landskapet Nyland. Den skyddade byggnaden har ritats av K. Kronqvist från Lojo och den färdigställdes år 1874. Först fungerade skolan som en flickskola men år 1877 blev skolan öppen för alla elever. Folkskolan stängdes år 1955 och därefter fungerade skolbyggnaden som ett utrymme för andra skolor.
Det fanns också en bostad för läraren i skolbyggnaden. Vichtis kommunalstämma sammanträdde i skolans tillbyggnad i början av 1900-talet. Konstnären Seija Rustholkarhus ateljé färdigställdes i byggnaden år 1977 och skulptörerna Alpo och Nina Sailios museum öppnades i byggnaden år 1978. Från och med år 1987 har den gamla folkskolan fungerat som utställningsutrymme för Vichtis museum. År 1991 öppnades museets konserveringsverksamhets lokaler i byggnaden.